# Langues cross river
Les langues cross river ou langues delta cross sont une branche des langues bénoué-congolaises parlées dans le Sud-Est du Nigeria. Elles sont nommées ainsi car elles sont parlées dans le delta et bassin du fleuve Cross.

## Sous-groupes
|                         | obolo |
|                         | |
| Bas-Cross (sens strict) | \| groupe ibibio-efik \| anang, efik, ibibio, ukwa \| \| \| anang, efik, ibibio, ukwa \| \| \| ibino, oro, okobo, iko, ebughu, ilue, enwang-uda, usaghade \| \| \| \| |
|                         | \| groupe ibibio-efik \| anang, efik, ibibio, ukwa \| \| \| anang, efik, ibibio, ukwa \| \| \| ibino, oro, okobo, iko, ebughu, ilue, enwang-uda, usaghade \| \| \| \| |
| groupe ibibio-efik      | anang, efik, ibibio, ukwa |
|                         | anang, efik, ibibio, ukwa |
|                         | ibino, oro, okobo, iko, ebughu, ilue, enwang-uda, usaghade |
|                         | |

| groupe ibibio-efik | anang, efik, ibibio, ukwa                                  |
|                    | anang, efik, ibibio, ukwa                                  |
|                    | ibino, oro, okobo, iko, ebughu, ilue, enwang-uda, usaghade |
|                    |                                                            |

|                         | obolo |
|                         | |
| Bas-Cross (sens strict) | \| groupe ibibio-efik \| anang, efik, ibibio, ukwa \| \| \| anang, efik, ibibio, ukwa \| \| \| ibino, oro, okobo, iko, ebughu, ilue, enwang-uda, usaghade \| \| \| \| |
|                         | \| groupe ibibio-efik \| anang, efik, ibibio, ukwa \| \| \| anang, efik, ibibio, ukwa \| \| \| ibino, oro, okobo, iko, ebughu, ilue, enwang-uda, usaghade \| \| \| \| |
| groupe ibibio-efik      | anang, efik, ibibio, ukwa |
|                         | anang, efik, ibibio, ukwa |
|                         | ibino, oro, okobo, iko, ebughu, ilue, enwang-uda, usaghade |
|                         | |

| groupe ibibio-efik | anang, efik, ibibio, ukwa                                  |
|                    | anang, efik, ibibio, ukwa                                  |
|                    | ibino, oro, okobo, iko, ebughu, ilue, enwang-uda, usaghade |
|                    |                                                            |